# Народна библиотека „Његош”
Народна библиотека „Његош” се налази у Књажевцу у згради Дома културе. Своју делатност обавља кроз рад библиотеке и огранака у Кални и Минићеву. Стручни послови, у складу са Законом о библиотечко-информационој делатности обављају се по одељењима, како је регулисано правилником о организацији и систематизацији послова у Народној библиотеци Његош. Библиотека располаже фондом од око 70.000 књига и осталом обимном библиотечком грађом. Све просторије библиотеке адекватно су опремљене што омогућава несметано пружање услуга корисницима.

## Историјат
Чланак из Србских новина од 10. јануара 1857. сведочи да је још педесетих година 19. века у Гургусовцу, некадашњем Књажевцу, било покушаја да се отвори читалиште. Прво читалиште званично је отворено 14. јануара 1860. на дан Светог Саве. Имало је 60 чланова и претпоставља се да се налазило у центру вароши у некој просторији. Читаоница је 1874. године бројала 74 члана и издржавала се од прилога чланова и добити од давања беседа. Података о књижном фонду Читаонице нема, сем да је бројала 119 књига. Ова читаоница је у Првом српско-турском рату потпуно изгорела 1876. а онда је обновљена 1880. али су се у њој читале само новине. Радила је до 1888. и запавши у кризу угасила се.

### Библиотека након Другог светског рата
Након Другог светског рата (1944) у Књажевцу су формиране Књижница Месног одбора Уједињеног савеза антифашистичке омладине Србије која је окупљала децу и младе, и Књижница Дома културе намењена одраслим корисницима. Из ове две књижнице касније је настала градска библиотека. И једна и друга књижница морале су да напусте просторије у којима су радиле. Обе су смештене у исти објекат, у просторије предратне кафане „Таково“ на Тргу ослобођења и њихови фондови су обједињени. Библиотека ту није дуго остала тако да се након кратког времена опет налазила у Омладинском Дому, где је радила у оквиру Народног универзитета док за њу није пронађен и уређен адекватан простор у центру града.
Године 1954. године бива формиран Срески библиотечки центар. Најважнији задатак центра био је да се попише књижни фонд и обради по УДК систему. Војислав Ивановић, професор руског језика, био је први послератни руководилац библиотеке, и први књажевачки библиотекар. За неколико месеци обрадио је цео књижни фонд (6500 књига) по Универзалној децималној класификацији.
Године 1955. године Библиотека се преселила у центар града, и у њој ради Ромилија Маринковић, која је била и књижничар, и управник и први библиотечки радник у сталном радном односу. У наредним годинама ради се на унапређењу библиотечког фонда, на набавку средстава за његову обнову, као и за опремање библиотеке одговарајућим намештајем. Библиотека је у овој згради остала до 1960. године када се поново сели у нове просторије на Тргу ослобођења 19. На основу Закона о библиотекама из 1960, библиотека постаје матична библиотека за књажевачку општину, а у својој мрежи има књижнице 11 сеоских и рудничких насеља.
Године 1965. спроведена је територијална промена којом су општине Кална и Минићево прикључене књажевачкој општини. Од тада библиотеке у Кални и Минићеву функционишу као њени огранци. Иако је библиотека већ ранијих година имала формиран покретни фонд, овај фонд организовано се користи тек од 1978. Књигобус је функционисао до 1. марта 1991, када је возило престало са радом услед дотрајалости.
Матична библиотека Његош се 1981. године сели у зграду Дома културе „Едвард Кардељ” и свечано је отворена 21. децембра. Године када је пресељена располагала је фондом од 38.965 књига и уписала је 935 чланова. Године 1982. почиње рад на обнављању и даљем прикупљању завичајне грађе. Године 1987. први пут је у историји библиотеке достигнут стандард 1 књига по становнику општине. Након доношења новог Закона о библиотечкој делатности, Матична библиотека 1994. год. постаје Народна библиотека Његош. Од тада матичне функције и надзор над стручним њеним радом врши Матична библиотека Светозар Марковић из Зајечара.

## Библиотека данас
Народна библиотека „Његош” најстарија је установа културе књажевачког краја. Историја библиотека у Књажевцу почиње са оснивањем Читалишта 1960. године.
Библиотека данас остварује своју културну и друштвену мисију бавећи се стандардним библиотечко-информационим пословима, организовањем и реализацијом културно-образовних програма и прикупљањем, обрадом, чувањем и промовисањем грађе и знања о завичају.
У градској библиотеци и огранцима у Кални и Минићеву, књажевачка библиотека располаже фондом од око 70.000 књига из свих области људског знања и стваралаштва. Пратећи потребе и интересовања корисника, набавља 2.500 — 3.000 књига годишње.
Фонд садржи књиге за децу и младе (око 15% фонда), белетристику, стручну и научнопопуларну литературу (око 22% фонда), референсну збирку (око 800 наслова), збирку књига објављених до 1945. (2.550 наслова) и Завичајну збирку (1.600 књига). Библиотека има близу 1.500 наслова на страним језицима – немачком, енглеском, француском, руском, бугарском... Грађа Завичајне збирке, референсне збирке и збирке књига објављених до 1945. године користи се у читаоници. Остали део фонда у слободном је приступу, смештен по систему УДК. Пуноправни члан библиотечко-информационог система COBISS.RS Библиотека је постала 2004. године. Локална електронска база садржи податке о читавом фонду књига и већини наслова периодике и има близу 55.000 записа. У сегмент Позајмица Библиотека се укључила у јануару 2009. године. Библиотека има око 2.000 чланова, старости од 2 до 90 година, и пружа у просеку 400 библиотечко-информационих услуга дневно. Број коришћења библиотечко-информационе грађе и услуга је око 40.000 годишње.
Књажевачка библиотека поуздан је сарадник истраживачима различитих струка. Циљ сарадње са научним институцијама и појединцима је подстицање научноистраживачког рада, стручног и научног тумачења, промовисање културних и других вредности завичаја, јачање компетенција Библиотеке у пословима издавачке делатности, реализације различитих културних активности и пројеката.
Са мисијом да се истражи, за будућност сачува и распространи шаролико богатство завичаја и његовог културног наслеђа, Библиотека се од 2008, као редовном програмском активношћу, бави издавачком делатношћу. На том је послу до 2022. године окупила тим сарадника различитих професија, објавила више од 120 завичајних публикација у 7 едиција – Времеплов вароши, Казивања, Завештање, Трагови, Записи о завичају, Књажевачким крајем и Разговори.

### Циљеви и манифестације
Неговање културе читања, подстицање културног стваралаштва и јачање свести о значају учења и интелектуалног напредовања и усавршавања важни су задаци Библиотеке. Сваке године она организује више од 20 промоција књига и сусрета са ауторима из различитих области стваралаштва, реализује 12 едукативних програма, тј. око 200 сусрета око 1.300 деце и младих од 6 до 19 година, у читаоницама се одржи око 30 школских часова, а у оквиру програма Књига на путу до корисника библиотечке услуге пружају се старијим суграђанима. Од 1992. године Библиотека организује Светосавски књижевни конкурс, од 2016. године Манифестацију дечјег стваралаштва Чаробне полице Биби Сликовчице. Број посета културно-образовним програмима је око 9.000 годишње.
Манифестацију дечјег стваралаштва Чаробне полице Биби Сликовчице Библиотека је покренула у циљу подстицања, подршке и промовисања културног стваралаштва деце и младих, њиховог укључивања у културни живот локалне заједнице и остваривања њихових права на културу. У Бибиним креативним атељеима и пред публиком основци и средњошколци имају прилику да покажу таленат, усаврше уметнички израз и представе се као активни ствараоци културних садржаја. У едукативним и креативним програмима Манифестације сваке године учествује око 150 деце и младих. Завршне свечаности окупљају све учеснике, госте – писце за децу и друге ствараоце, покровитеље и пријатеље Манифестације, бројну публику. Учесници Бибиних креативних атељеа представљају се на изложби ликовних радова, премијери позоришне представе, наступу награђених аутора литерарних радова, промоцији књиге Чаробне полице Биби Сликовчице. Најзначајнија награда Манифестације, „Књажевачко златно руно”, додељује се афирмисаном аутору, за допринос стваралаштву за децу и разиграном детињству.
Током реализације културно-образовних програма настају и публикације у издању Библиотеке, и то у пет едиција: Светосавски књижевни конкурс, Чаробне полице Биби Сликовчице, Мачке перу веш, Књажевачко златно руно и Бибине пустоловине.

### Завичајна збирка
Ради очувања и промовисања локално културног наслеђа и ширења знања о завичају, Библиотека води Завичајну збирку, формира Дигиталну завичајну збирку, организује културно-образовне програме – јавне часове, промоције књига, тематске изложбе, едукативне програме попут Завичајног појмовника, подстиче научноистраживачки рад, издавач је завичајних књига...
Завичајна збирка, формирана у фебруару 1983. године, представља библиотеку у библиотеци, а као део националног културноисторијског и научног наслеђа, незаобилазан је извор података за изучавање материјалне и духовне културе завичаја служи неговању и популарисању завичајних вредности. За ову збирку Библиотека прикупља све врсте библиотечко-информационе грађе – грађе која се односи на завичај без обзира на место њеног настанка, грађе чији аутори пореклом или стваралаштвом припадају завичају и грађе која је објављена на подручју завичаја.
Завичајна збирка садржи књиге (око 1.500 наслова објављених од 1898. до данас; 50% књижевност и 50% стручна литература), периодику (око 100 наслова од 1866. до данас), рукописе (монографија Књажевац и књажевачко подручје, хронике 70 села књажевачке општине...) и некњижну грађу (плакати, позивнице, фотографије, аудио и видео грађа...). Дигиталну завичајну збирку Библиотека формира од 2009. Чине је дигиталне копије око 90% фонда књига и неколико колекција новина и часописа, рукописне и некњижне грађе Завичајне збирке и екстерних извора.